# Phương diện quân Karelia
Phương diện quân Karelia (tiếng Nga: Карельский фронт) là một tổ chức tác chiến chiến lược của Hồng quân Liên Xô trong Thế chiến thứ hai.

## Lịch sử
Phương diện quân Karelia được thành lập ngày 1 tháng 9 năm 1941 dựa trên chỉ lệnh của Bộ tổng tư lệnh tối cao Liên Xô (STAVKA) ra ngày 23 tháng 8 năm 1941, về việc chia Phương diện quân Bắc thành Phương diện quân Karelia và Phương diện quân Leningrad. Biên chế của phương diện quân Karelia gồm các tập đoàn quân 7, 14, các đơn vị độc lập chiến đấu ở vùng cực và Karelia. Ngoài ra còn được phối thuộc Hạm đội Biển Bắc. Tháng 9 năm 1941, tập đoàn quân 7 không còn nằm trong biên chế của phương diện quân và trực thuộc STAVKA. Các trận phòng thủ của phương diện quân được tiến hành từ vùng Bắc Cực và Karelia của Liên Xô tới bờ phía bắc của hồ Ladoga. Đến cuối năm 1941, phương diện quân Karelia đã chặn được bước tiến của quân Đức và ổn định được chiến tuyến.
Bắt đầu năm 1942, phương diện quân thực hiện các chiến dịch tấn công và phòng thủ, kết quả là đã phá vỡ được kế hoạch tiến quân của quân Đức tại phía bắc. Giữa năm 1942, các tập đoàn quân 19, 26, 32 được thành lập từ các đơn vị của phương diện quân. Cuối năm 1942, không quân của phương diện quân hợp nhất thành tập đoàn quân không quân 7. Tháng 2 năm 1944, tập đoàn quân hợp thành 7 được đưa trở lại biên chế của phương diện quân. Trong các chiến dịch phản công vào tháng 6-9 năm 1944, các đơn vị của phương diện quân đã giải phóng Karelia, vùng Bắc Cực của Liên Xô, khôi phục lại biên giới với Phần Lan và Na Uy.
Phương diện quân giải thể vào ngày 15 tháng 11 năm 1944 theo chỉ lệnh của STAVKA ra ngày 7 tháng 11 năm 1944. Bộ chỉ huy và các đơn vị rút về làm lực lượng dự bị của STAVKA. Tháng 4 năm 1945, các đơn vị được chuyển đến vùng Viễn Đông và thành lập Phương diện quân Viễn Đông 1.

## Lãnh đạo phương diện quân

### Tư lệnh
| STT | Ảnh | Họ tên         | Thời gian sống | Thời gian tại nhiệm           | Cấp bậc tại nhiệm                           | Ghi chú |
| --- | --- | -------------- | -------------- | ----------------------------- | ------------------------------------------- | ------- |
| 1   |     | V.A. Frolov    | 1895 - 1961    | tháng 9, 1941 - tháng 2, 1944 | Trung tướng (1940) Thượng tướng (1943)      |         |
| 2   |     | K.A. Meretskov | 1897 - 1968    | tháng 2, 1944 - tháng 5, 1945 | Đại tướng (1940) Nguyên soái Liên Xô (1944) |         |

### Ủy viên Hội đồng quân sự
| STT | Ảnh                                  | Họ tên          | Thời gian sống | Thời gian tại nhiệm            | Cấp bậc tại nhiệm                               | Ghi chú                                                            |
| --- | ------------------------------------ | --------------- | -------------- | ------------------------------ | ----------------------------------------------- | ------------------------------------------------------------------ |
| 1   | Tập tin:Алексей Сергеевич Желтов.jpg | A.S. Zheltov    | 1904 - 1991    | tháng 9, 1941 - tháng 7, 1942  | Chính ủy Quân đoàn (1940)                       | Thượng tướng (1944)                                                |
| 2   | Tập tin:КуприяновГ.Н.jpg             | G.N. Kupriyanov | 1905 - 1979    | tháng 7, 1942 - tháng 11, 1942 | Chính ủy Lữ đoàn (1941) Chính ủy Sư đoàn (1942) | Thiếu tướng (1942)                                                 |
| 3   |                                      | P.K. Batrakov   | 1900 - 1957    | tháng 11, 1942 - tháng 2, 1944 | Chính ủy Sư đoàn (1939) Thiếu tướng (1942)      |                                                                    |
| 4   | Tập tin:Штыков, Терентий Фомич.jpg   | T.F. Shtykov    | 1907 - 1964    | tháng 2, 1944 - tháng 11, 1944 | Trung tướng (1943) Thượng tướng (1944)          | Bị giáng cấp Trung tướng năm 1951. Thăng lại Thượng tướng năm 1956 |

### Tham mưu trưởng
| STT | Ảnh                                     | Họ tên          | Thời gian sống | Thời gian tại nhiệm            | Cấp bậc tại nhiệm                     | Ghi chú             |
| --- | --------------------------------------- | --------------- | -------------- | ------------------------------ | ------------------------------------- | ------------------- |
| 1   | Tập tin:Сквирский Лев Соломонович.jpg   | L.S. Skvirsky   | 1903 - 1990    | tháng 9, 1941 - tháng 5, 1943  | Đại tá (1940) Thiếu tướng (1941)      | Trung tướng (1943)  |
| 2   | Tập tin:Пигаревич Борис Алексеевич.jpg  | B.A. Pigarevich | 1898 - 1961    | tháng 5, 1943 - tháng 8, 1944  | Thiếu tướng (1940) Trung tướng (1943) | Thượng tướng (1955) |
| 3   | Tập tin:Крутиков Алексей Николаевич.jpg | A.N. Krutikov   | 1895 - 1949    | tháng 9, 1944 - tháng 11, 1944 | Trung tướng (1943)                    |                     |

## Biên chế chủ lực

### 1 tháng 10 năm 1941
- Tập đoàn quân 14
- Lực lượng đặc nhiệm Kemsky

### 1 tháng 1 năm 1942
- Tập đoàn quân 14
- Lực lượng đặc nhiệm Kemsky
- Lực lượng đặc nhiệm Maselskaya
- Lực lượng đặc nhiệm Medvezhegorskaya

### 1 tháng 4 năm 1942
- Tập đoàn quân 14
- Tập đoàn quân 32
- Lực lượng đặc nhiệm Kemsky

### 1 tháng 7 năm 1942
- Tập đoàn quân 14
- Tập đoàn quân 19
- Tập đoàn quân 26
- Tập đoàn quân 32

### 1 tháng 1 năm 1943
- Tập đoàn quân 14
- Tập đoàn quân 19
- Tập đoàn quân 26
- Tập đoàn quân 32
- Tập đoàn quân không quân 7

### 1 tháng 4 năm 1944
- Tập đoàn quân 7
- Tập đoàn quân 14
- Tập đoàn quân 19
- Tập đoàn quân 26
- Tập đoàn quân 32
- Tập đoàn quân không quân 7

## Các chiến dịch lớn đã tham gia

### Các chiến dịch chiến lược
- Chiến dịch tấn công chiến lược Vyborg-Petrozavodsk 1944
- Chiến dịch tấn công chiến lược Kirkenes-Pechenga 1944
- Chiến dịch phòng thủ chiến lược Bắc Cực và Cộng hòa Karelia 1941

### Các chiến dịch của phương diện quân và tập đoàn quân
- Chiến dịch tấn công Kandalaksha Kestengskaya 1944
- Chiến dịch phòng thủ Kandalaksha 1941
- Chiến dịch phòng thủ hướng Kestengskom 1941
- Chiến dịch phòng thủ Murmansk 1941
- Chiến dịch phòng thủ hướng Olonets 1941
- Chiến dịch phòng thủ hướng Petrozavodsk 1941
- Chiến dịch phòng thủ hướng rugozerskom 1941
- Chiến dịch phòng thủ hướng Ukhta 1941
- Chiến dịch tấn công Svir-Petrozavodsk 1944

## Một số chi tiết
- Phương diện quân Karelia có chiến tuyến dài nhất trong số tất cả các phương diện quân của Liên Xô trong suốt thời kỳ Chiến tranh Vệ quốc vĩ đại - lên tới 1600 km vào năm 1943.
- Đây cũng là một trong những mặt trận hiếm hoi không có một chiến tuyến vững chắc - chỉ có các cụm phòng thủ rải rác, kiểm soát các tuyến giao thông quan trọng.
- Đặc điểm khí hậu tại mặt trận mang các đặc điểm khí hậu phương Bắc đặc biệt phức tạp.
- Phương diện quân Karelia là phương diện quân duy nhất trong tất cả các phương diện quân Liên Xô trong Chiến tranh Vệ quốc vĩ đại, đã không gửi thiết bị quân sự và vũ khí đến hậu phương để sửa chữa. Các sửa chữa này được thực hiện tại các nhà máy ở Karelia và khu vực Murmansk.
- Chỉ tại phương diện quân Karelia sử dụng các phương thức vận chuyển với các đội hươu và chó kéo được sử dụng để vận chuyển hàng hóa.
- Tại cuộc diễu hành Chiến thắng, trung đoàn hỗn hợp của Phương diện quân Karelia là đội hình đầu tiên tiến ra lễ đài. Kể từ đó, theo truyền thống, vào các cuộc diễu hành ngày 9 tháng 5, quân kỳ của Phương diện quân Karelia là quân kỳ dẫn đầu trong số các quân kỳ của phương diện quân.